# Lucius Aurunculeius Cotta
Lucius Aurunculeius Cotta (? - 54 v.Chr.) was een bevelhebber onder Julius Caesar in Gallië, die vooral bekend is van zijn strijd tegen Ambiorix bij Atuatuca tijdens de Gallische Oorlog.
Het weinige dat van Cotta bekend is komt uit de Commentarii Rerum in Gallia Gestarum, beter bekend als de Bello Gallico. Dit werk van Caesar verhaalt over de verovering van Gallië vanaf de overwinningen op de Helvetiërs bij de Saône en later bij Bibracte in 58 v.Chr. tot de terugkeer naar Italië in 50 v.Chr.

## Vroege vermeldingen van Lucius Arunculeius Cotta
Cotta wordt voor de eerste maal genoemd in 57 v.Chr., tijdens de aanval van de Galliërs op Bibracte, een stad van de onderworpen Aedui. Hier benoemde Caesar Cotta en Quintus Pedius Balbus tot bevelhebbers van de cavalerie-eenheid.
In 55 v.Chr., terwijl Caesar voorbereidingen voor de eerste expeditie naar Britannia trof, droeg hij het commando over het achterblijvende deel van het leger over aan Lucius Aurunculeius Cotta en Quintus Titurius Sabinus. Zij werden naar de gebieden van de Morini en de Menapiërs gestuurd. In 54 v.Chr. keren ze terug naar Caesar, nadat ze de gebieden van de Menapiërs hebben verwoest en de bewoners hebben verjaagd.

## Atuatuca
In de winter van 54 v.Chr. liet Caesar midden in de gebieden van een aantal Gallische stammen winterkampen aanleggen. Het Legio XIIII Gemina en vijf cohorten werden door Caesar onder leiding van Lucius Arunculeius Cotta en Quintus Titurius Sabinus gestationeerd in Atuatuca., gelegen tussen Maas en Rijn in de buurt van het huidige Tongeren. De lokale Gallische stammen werden opgedragen voor de ravitaillering van de gestationeerde legioenen te zorgen. De Galliërs waren misnoegd dat de in de toch al schrale wintermaanden voor de ravitaillering van de legioenskampen moesten zorgen, en hun ongenoegen kwam tot uitbarsting in een aantal felle opstanden. De Eburonen onder leiding van Ambiorix en Catuvolcus besloten te Romeinse bezetters aan te vallen: Ambiorix en een aantal van zijn mannen viel een groepje Romeinen aan die buiten hun kamp hout waren gaan sprokkelen en moordden het merendeel van hen uit.
De overlevende legionairs vluchtten terug naar Atuatuca, achtervolgd door Ambiorix. Atuatuca werd door de Eburonen aangevallen, maar de Romeinen konden de aanval afslaan. Ambiorix concludeerde dat het ondoenlijk was om het goed verdedigde legerkamp te veroveren en hij besloot met de Romeinen te gaan praten. Hij waarschuwde de Romeinse bevelhebbers dat andere Gallische stammen met hulp van de Germanen van plan waren hen aan te vallen en dat ze beter naar het winterkamp van Quintus Tullius Cicero bij Brussel of dat van Titus Labienus in de Ardennen konden vertrekken, waar ze beter tegen de vijandelijke overmacht opgewassen zouden zijn. Ambiorix beloofde de Romeinen een vrijgeleide, en Sabinus en Cotta vergaderden de hele nacht over wat ze zouden doen. Sabinus vertrouwde Ambiorix en wilde het kamp verlaten, terwijl Cotta de Eburonenkoning wantrouwde en in Atuatuca de aanval af wilde wachten. Uiteindelijk gaf Cotta tegen beter weten in toe aan Sabinus: bij dageraad verlieten de Romeinen het kamp. Enkele mijlen buiten het kamp werden het 14e legioen en een cavelerie-eenheid van 200 man in een keteldal in een hinderlaag gelokt. Sabinus raakte in paniek en hoewel Cotta zijn hoofd koel hield en de verdediging probeerde te organiseren, was de lange colonne te kwetsbaar om een efficiënte verdediging te voeren. Sabinus stuurde zijn tolk Pompeius naar Ambiorix om de voorwaarden voor overgave te bespreken, maar deze stuurde de tolk terug en zei dat Sabinus zelf moest komen. Sabinus probeerde de in de strijd gewonde Cotta over te halen mee te gaan maar deze weigerde Ambiorix nogmaals te vertrouwen. Sabinus en zijn mannen werden door Ambiorix gedood en uiteindelijk werden ook Cotta en een groot gedeelte van de soldaten uitgemoord. De vaandrig Petrosidius wist nog Atuatuca te bereiken en de standaard van het legioen over de omwalling te gooien, waar deze in veiligheid werd gebracht door de enkelen die de slachtpartij hadden overleefd. De legionairs wisten stand te houden tegen de Eburonen tot de nacht; die nacht pleegden de wanhopige overlevenden collectief zelfmoord. De vrijwel volledige uitroeiing van het 14e legioen en de vijf cohorten zou uiteindelijk de grootste nederlaag van het Romeinse leger tijdens de Gallische Oorlog zijn.
Slechts enkele soldaten ontsnapten aan de afslachting en wisten het winterkamp van legaat Titus Labienus in het zuiden van de Ardennen te bereiken: zij brachten hem verslag uit over het gebeurde. Caesar hoorde over de dood van Cotta en Sabinus van gevangenen in het fort van Quintus Tullius Cicero.